# Даггер, Роберт
Роберт Ли Даггер (англ. Robert Lee Dugger; 3 июля 1995, Тусон, Аризона) — американский бейсболист, питчер. Выступал за клубы Главной лиги бейсбола «Майами Марлинс» и «Сиэтл Маринерс».

## Карьера
Роберт Даггер родился 3 июля 1995 года в Тусоне, штат Аризона. После окончания школы он поступил в начальный колледж Сиско, а затем перевёлся в Техасский технологический университет. На драфте Главной лиги бейсбола 2016 года его под общим 537 номером выбрал клуб «Сиэтл Маринерс».
Сезон 2016 года Даггер провёл в составах «Аризоны Маринерс» и «Эверетт Аквасокс». Проведя шесть игр в качестве стартового питчера, он одержал две победы при одном поражении с пропускаемостью 5,47. В 2017 году он принял участие в 31 игре за «Клинтон Ламбер Кингс» и «Модесто Натс». Чемпионат он завершил с шестью победами и шестью поражениями с ERA 2,75. По ходу сезона он был включён в сборную звезд Лиги Среднего Запада. 7 декабря 2017 года Даггер и ещё два игрока системы «Маринерс» перешли в «Майами Марлинс» в обмен на Ди Гордона.
В сезоне 2018 года он играл за «Джупитер Хаммерхедс» и «Джэксонвилл Джамбо Шримп». Чемпионат 2019 года Даггер также начал в «Джэксонвилле», а затем был переведён в команду ААА-лиги «Нью-Орлеан Бэби Кейкс». В начале августа он впервые был вызван в основной состав «Марлинс» и дебютировал в Главной лиге бейсбола в гостевом матче против «Нью-Йорк Метс». За два сезона в составе клуба он сыграл в одиннадцати матчах, проведя на поле 45 иннингов с пропускаемостью 7,40. В декабре 2020 года Даггер был выставлен на драфт отказов и вернулся в «Сиэтл». В регулярном чемпионате 2021 года он принял участие в двенадцати играх «Маринерс», в том числе четырёх в роли стартового питчера. В августе Даггер был переведён в фарм-команду «Такома Рейнирс».